# Joyce Ballantyne
Joyce Ballantyne (4 de abril de 1918-15 de mayo de 2006) fue una ilustradora e ilustradora pin up estadounidense. Es sobre todo conocida como la diseñadora de la Coppertone girl, de cuyo bañador tira un perro.

## Carrera y vida tempranas
Nació en Norfolk, Nebraska mientras finalizaba la Primera Guerra Mundial, y se crio en Omaha. Fascinada con los recortables, de niña dibujaba sus propias muñecas recortables y las vendía. Asistió a la Universidad de Nebraska dos años y luego se transfirió al Instituto de Arte de Chicago para estudiar arte comercial y a la American Academy of Art.
Después de dos años en el Instituto de Arte, Ballantyne se unió a Kling Studios, donde pintó mapas para Rand McNally e ilustró libros para Cameo Press. Luego se mudó al Stevens-Gross Studio, donde permaneció por más de una década. Mientras estaba en el estudio, se convirtió en parte  de un grupo de artistas que incluía a Gil Elvgren, Al Moore, y Al Buell.

## Chicas pin up
En 1945 Ballantyne empezó a pintar pin ups para Brown & Bigelow, habiendo sido recomendada por Gil Elvgren. Una vez allí, diseñó folletos de correo publicitario para la compañía, y finalmente se le otorgó el honor de crear un calendario para Artist's Sketch Pad. A menudo se utilizó a sí misma como modelo, mediante fotografías y espejos. En 1954, Ballantyne pintó doce pin-ups para un calendario publicado por Shaw-Barton. Tras el lanzamiento del calendario en 1955, la demanda fue tan grande que la compañía lo reimprimió muchas veces.
Ballantyne pintó después una de las imágenes publicitarias más famosas de la historia, cuando la loción protectora solar Coppertone le solicitó la creación de una imagen de cartel en 1959. Aquella imagen, de una niña con su bañador tironeado por un perro pequeño dejando a la vista sus nalgas, se acabó convirtiendo en uno de los iconos estadounidenses del siglo XX. Su hija de tres años Cheri fue utilizada como modelo para la figura.

## Retratos
Joyce Ballantyne finalmente se trasladó al ámbito de los retratos y las bellas artes, pintando los retratos de decenas de personalidades del espectáculo, el entretenimiento y los deportes así como celebridades del mundo empresarial, social y académico. Algunos incluyen al comediante Jonathan Winters, Robert Smalley de Hertz, y al Mayor General John Leonard Hines.
A menudo le molestaba el hecho de que la Coppertone girl fuera su trabajo más famoso, diciendo "Buen trato, es únicamente arte infantil. No sentí que estuviera haciendo ninguna cosa especial en ese anuncio. Solo una pieza que me encargaron y nada más".
En 1974, Ballantyne se mudó con su marido a Ocala, Florida donde  vivió hasta su muerte de un ataque al corazón en 2006.